# 增距鏡

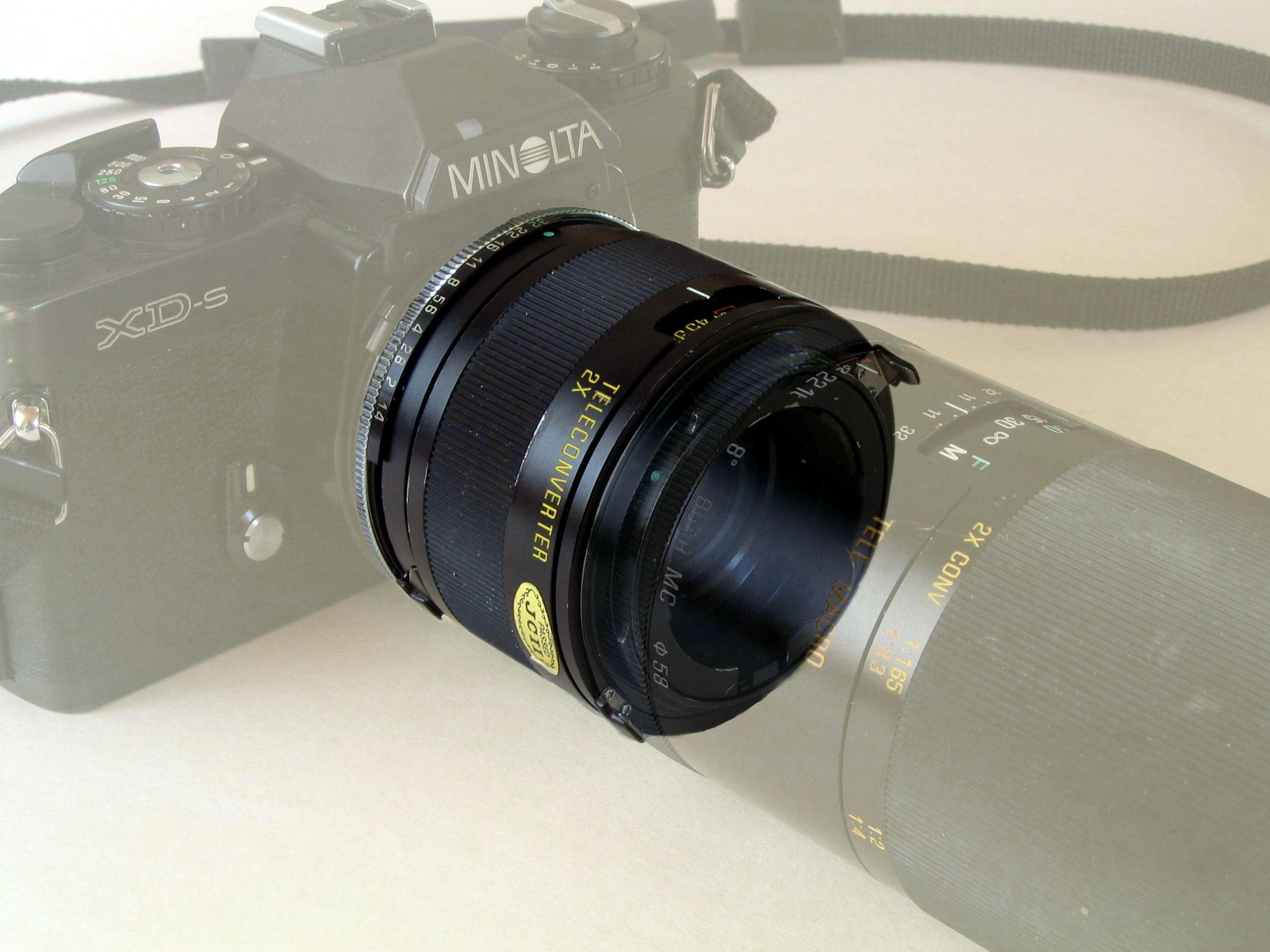
裝於照相機機身與鏡頭之間的增距鏡。

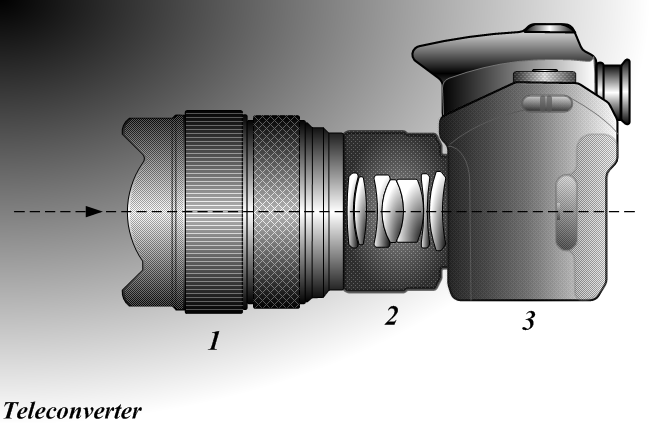
增距鏡的光路圖
1 – 照相機機身
2 – 增距鏡
3 – 照相機機身

增距鏡（Teleconverter 或Tele extender）是裝設於照相機機身和鏡頭之間的次鏡，作為放大鏡頭成像的中心區域。例如在35 mm規格底片的相機上，2倍增距鏡可將影像中心 12×18 mm的影像放大為 24×36 mm。增距鏡規格有1.4倍、1.7倍、2倍、3倍等，市售最常見的有1.4倍和2倍。如接上2倍增距鏡，就可獲得焦距變為原始鏡頭2倍的效果，但也會使到達底片的進光量縮減為原來的四分之一（焦比的值成為未接前的2倍），角分辨率也下降為二分之一。

## 功能
增距鏡的功能類似遠攝鏡頭的長焦距鏡片組，它的光學結構是一組機能相當於單一發散鏡片的鏡片組。增距鏡的位置是位在相機鏡頭產生的影像前方，小於鏡頭焦距處。原始產生的影像對於增距鏡而言是虛像，並且增距鏡會使該影像再次被放大。例如加入一片發散透鏡會使物鏡的成像位於物鏡與焦點連線的中間點，會使影像在焦點被放大2次，也就是2倍增距鏡。
當增距鏡與對焦較慢鏡頭一起使用時，在某些程度上會使鏡頭有效孔徑下降，使進光量不足造成自動對焦失效；這情形可能出現在焦比f/5.6到 f/8的情形，視相機系統而定。
特定的增距鏡只能和特定的鏡頭一起使用，通常是和增距鏡相同製造商的望遠鏡頭或第三方廠商製造的相同接環鏡頭。
購買增距鏡和已有鏡頭搭配使用的費用通常較購買更長焦距的望遠鏡頭便宜，但增距鏡的作用是將現有鏡頭的成像圈內影像放大，也會使鏡頭成像中原有的像差更加明顯。

## 圖集

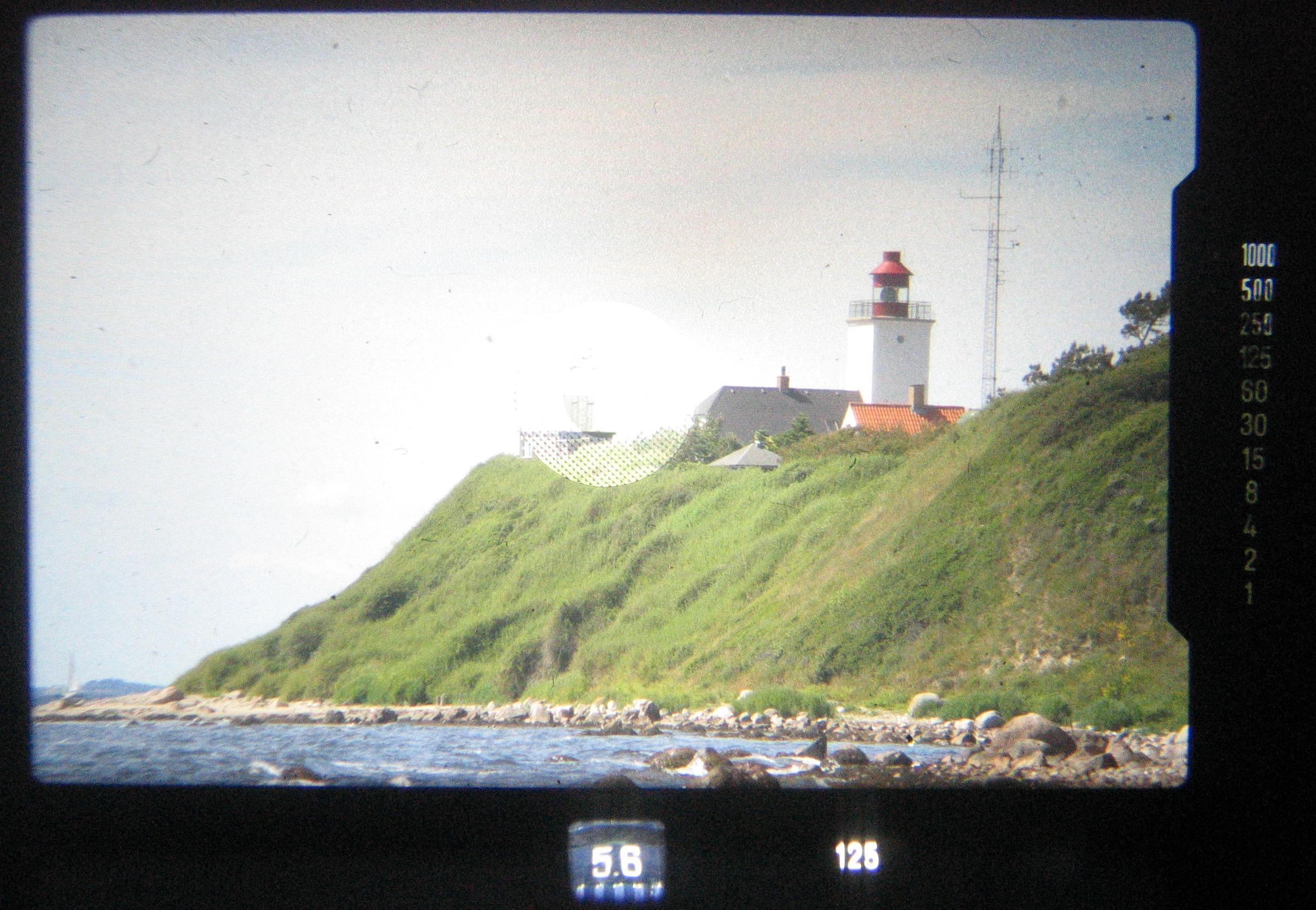
以焦距300 mm望遠鏡頭拍攝的照相機影像。
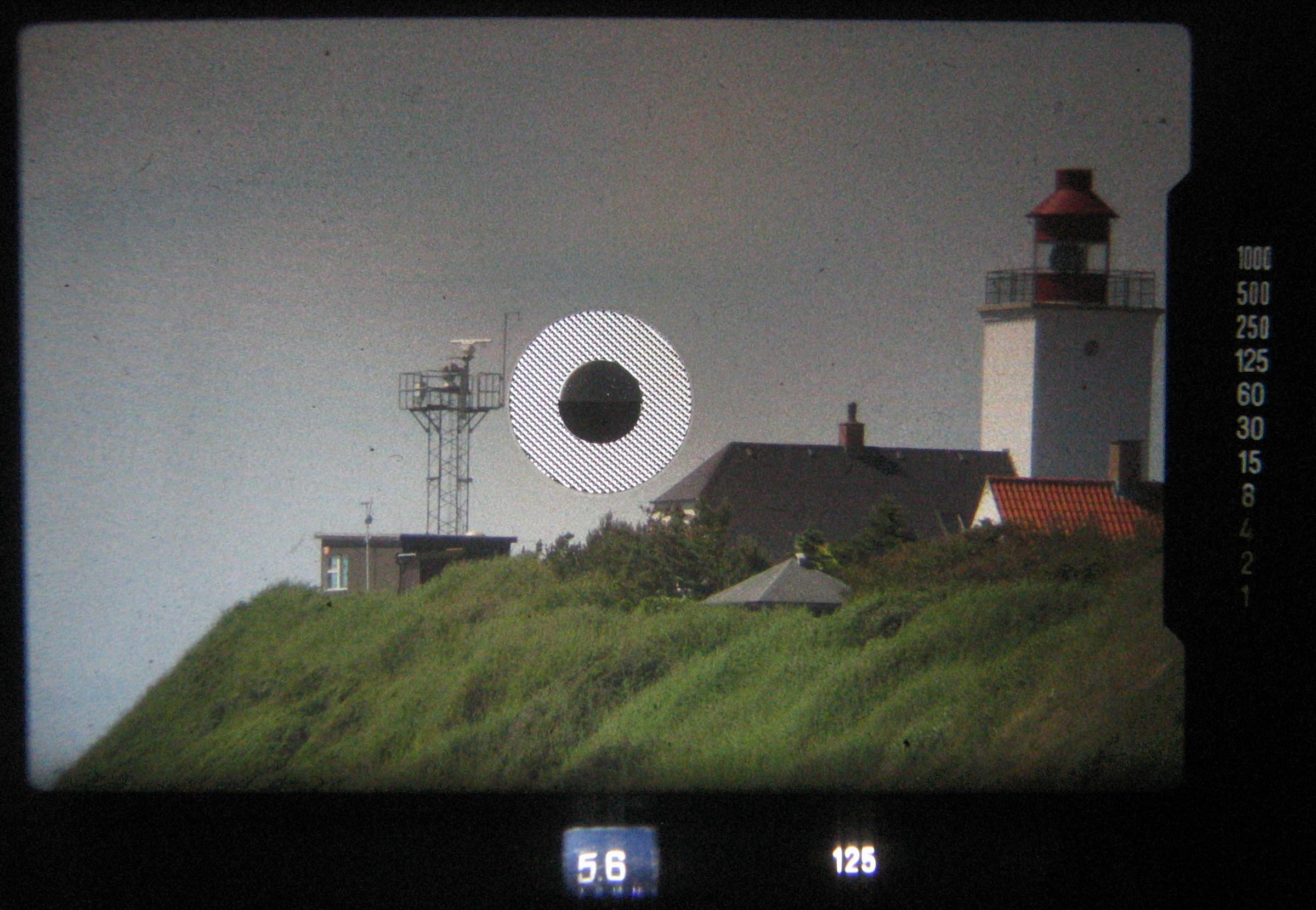
前述照相機加裝2倍增距鏡後的影像。
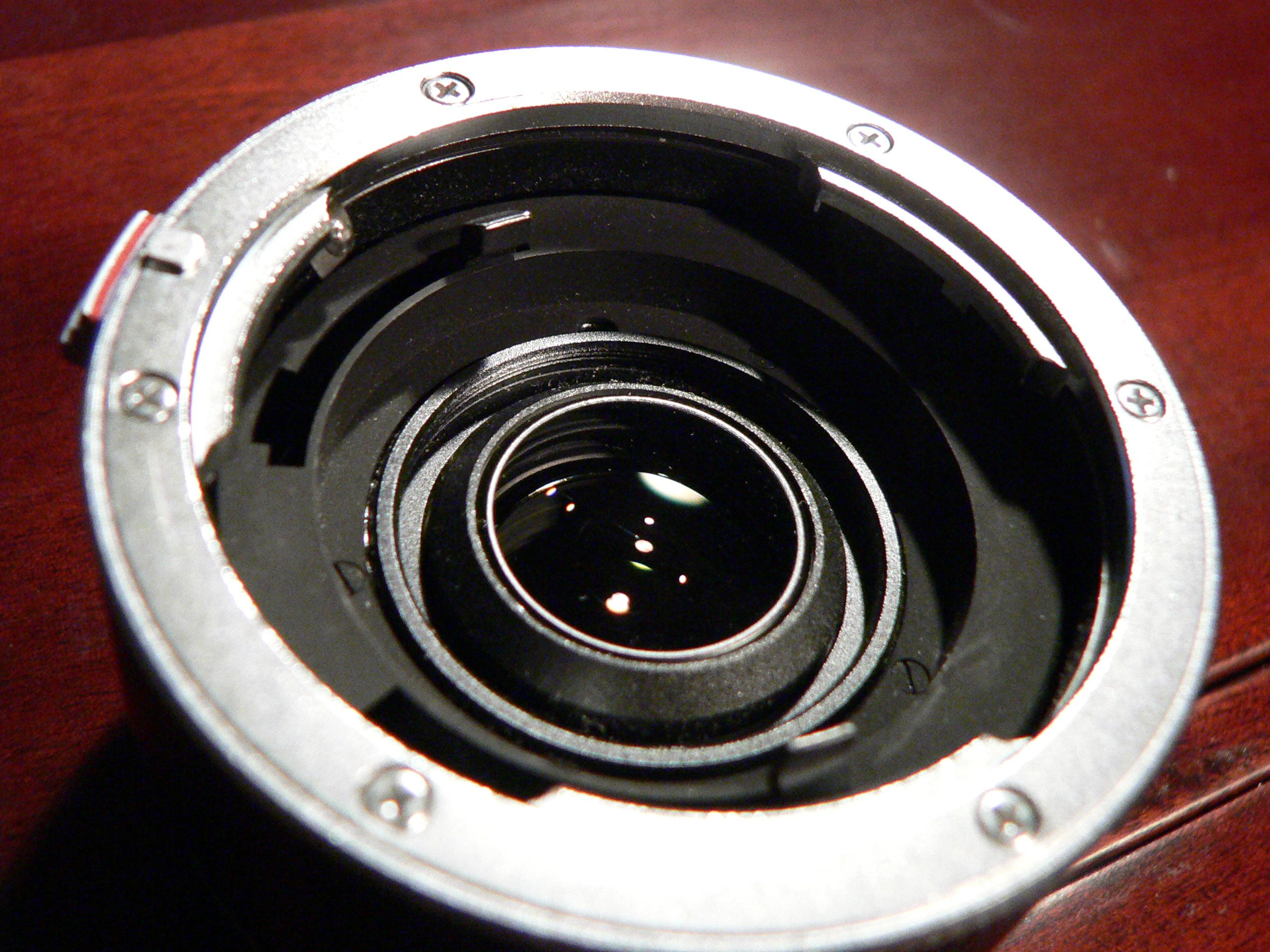
徠卡R系列（英语：Leica R bayonet）2倍增距鏡母接頭端。
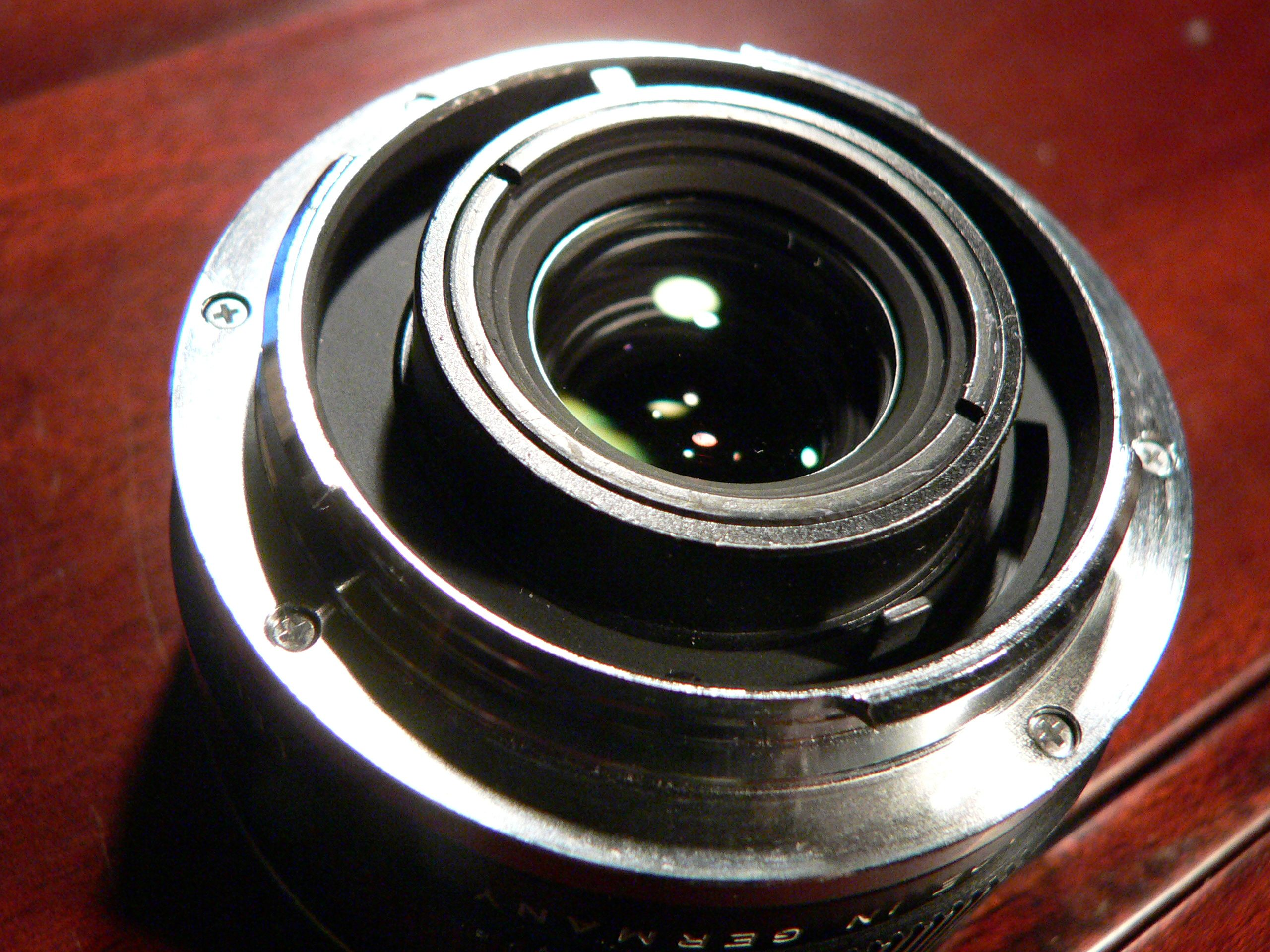
徠卡R增距鏡公接頭端。
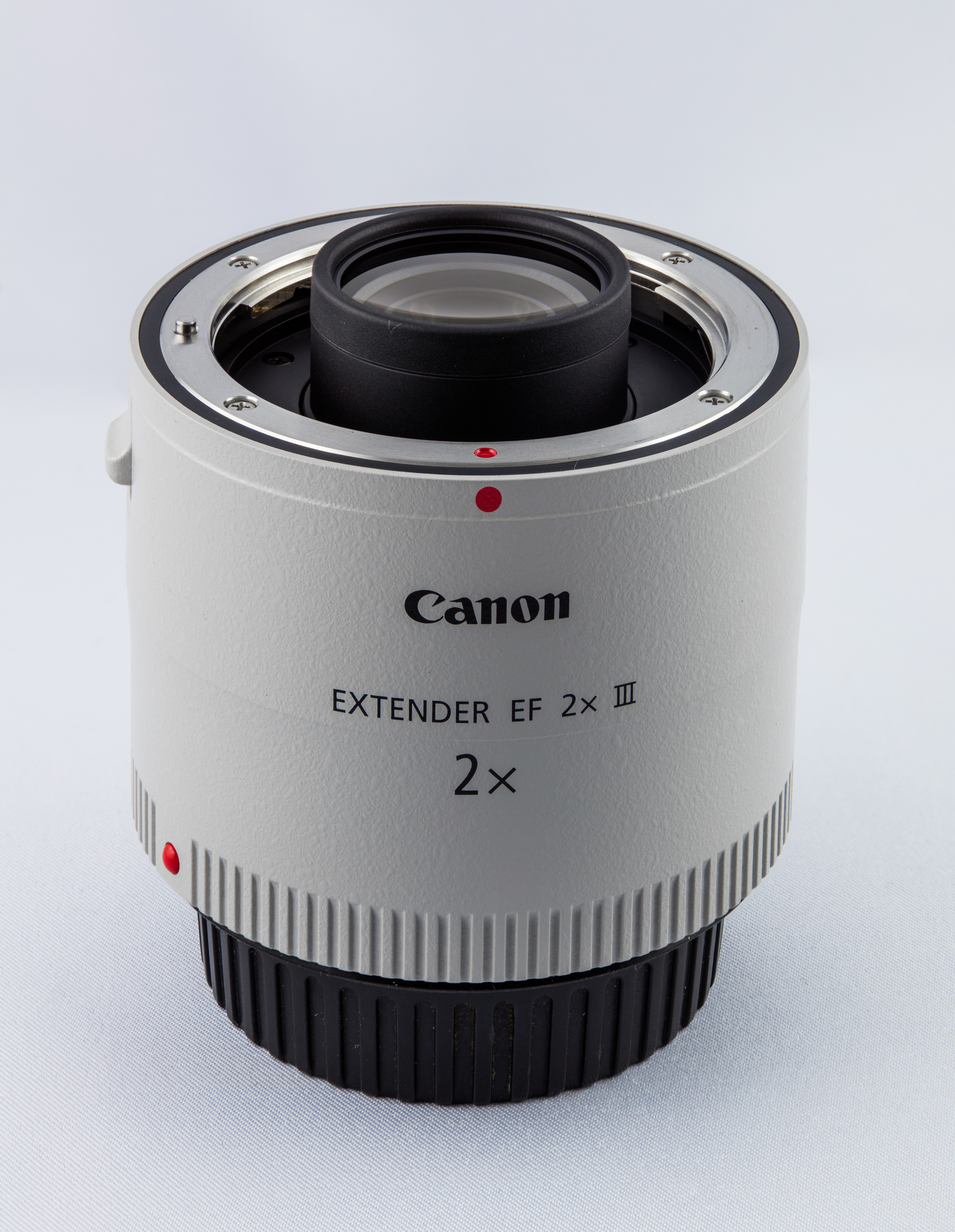
佳能延長器

### 與接寫環的區別
增距鏡可能與接寫環混淆。接寫環是設計作為增加鏡頭放大倍率的非光學配件，並且會使焦距下降。